# فردریک فرانسوا-مارسال
فردریک فرانسوا-مارسال (فرانسوی: Frédéric François-Marsal‎; زاده ۱۶ مارس ۱۸۷۴ – درگذشته ۲۰ مهٔ ۱۹۵۸) سیاستمدار اهل فرانسه بود.
وی همچنین برندهٔ جوایزی همچون لژیون دونور شده‌است.